# N-(1-Naphthyl)ethylendiamin
N-(1-Naphthyl)ethylendiamin ist eine chemische Verbindung aus der Gruppe der Amine.

## Gewinnung und Darstellung
N-(1-Naphthyl)ethylendiamin kann durch Reaktion von 1-Naphthylamin mit Bromethylphthalimid gewonnen werden. Das Hydrochlorid kann anschließend durch Reaktion mit Chlorwasserstoff gewonnen werden.

## Eigenschaften
N-(1-Naphthyl)ethylendiamin ist als Dihydrochlorid ein weißer, fast geruchloser Feststoff, der löslich in 95%igem Ethanol, heißem Wasser und Aceton ist.

## Verwendung
N-(1-Naphthyl)ethylendiamindihydrochlorid kann als Reagenz für die Bestimmung von Sulfanilamid in Körperflüssigkeiten und zur Bestimmung von Kalium und Sulfaten verwendet werden. Bei der Griess‐Ilosvay‐Reaktion wird die Verbindung als Kupplungskomponente zu Bestimmung von Nitrit und Nitrat eingesetzt. Ebenso bei der Bestimmung von Stickstoffdioxid in Gasen bei dem Saltzman-Verfahren.